# Paul Schrader
Paul Joseph Schrader (Grand Rapids, Míchigan; 22 de julio de 1946) es un guionista y director de cine estadounidense. Su hermano es el también guionista y director Leonard Schrader, con quien ha colaborado en los guiones de Mishima y Blue Collar. Está casado desde el año 1983 con la actriz Mary Beth Hurt, con quien tiene dos hijos, Molly y Sam.

## Biografía
Educado en una estricta fe calvinista que le marcaría profundamente y cuya influencia se deja sentir en toda su obra, no vio una película hasta cumplir los 18 años de edad. Se graduó en el UCLA Film Studies y se convirtió en crítico de cine primero para el periódico LA Weekly Press y más tarde para la revista Cinema Magazine. Mientras tanto, completó sus estudios en la Universidad de Columbia y en el Conservatorio AFI.

### Trabajos como guionista
En 1975 escribe junto a su hermano Leonard el guion de Yakuza, que posteriormente dirigiría Sydney Pollack con Robert Mitchum de protagonista. Pese a ser un fracaso comercial, le haría visible ante los ojos de la nueva generación de directores de Hollywood. En 1976 escribiría el guion de la película de Brian De Palma Obsession. Ese mismo año Martin Scorsese se encargaría de dirigir su guion de Taxi Driver, que ganaría la Palma de Oro en el Festival de Cine de Cannes. El binomio con Scorsese crearía las películas Raging Bull (1980), The Last Temptation of Christ (1988) y Bringing Out the Dead (1999). La larga relación profesional y de amistad con Scorsese se rompería tras esta última obra.
En 1986, Peter Weir dirigiría su guion titulado The Mosquito Coast y diez años más tarde Harold Becker haría lo propio con City Hall. El resto de sus guiones originales serían dirigidos por él mismo.

### Trabajos como director
Schrader inicia su carrera como director gracias al éxito de Taxi Driver, y lo hace con Blue Collar, un drama sobre tres trabajadores que planean escapar a sus dificultades económicas cometiendo un robo. Tras un rodaje muy duro debido especialmente al difícil trato del director con los actores, la película se estrenó en 1978. Tras Blue Collar Schrader ha dirigido un total de 17 películas.
La religión (The Last Temptation of Christ, Touch, Dominion), las difíciles relaciones familiares (Affliction) y las relaciones sentimentales marcadas por la frustración sexual (Cat People, The Comfort of Strangers), el mundo de los bajos fondos (Hardcore) y las vidas al margen de la ley (Light Sleeper), los personajes autodestructivos (Taxi Driver, Raging Bull, Mishima: A Life in Four Chapters, Auto Focus) y aquellos que intentan cambiar o fingir su clase social (American Gigolo, The Walker) son algunos de los temas recurrentes en su filmografía.
En 2022 se confirmó que recibiría el León de Oro Honorífico como premio a su trayectoria profesional.

### Trabajos como escritor
- Schrader, Paul (1972). El estilo trascendental en el cine: Ozu, Bresson, Dreyer. Ediciones JC.

## Filmografía

### Como director
- Blue Collar (1978) (también guionista)
- Hardcore (1979) (también guionista)
- American Gigolo (1980) (también guionista)
- Cat People (1982)
- Mishima: A Life in Four Chapters (1985) (también coguionista)
- Light of Day (1987) (también guionista)
- Patty Hearst (1988)
- The Comfort of Strangers (1990)
- Light Sleeper (1992) (también guionista)
- Witch Hunt (1994) (TV)
- Touch (1997) (también guionista)
- Affliction (1997) (también guionista)
- Forever Mine (1999) (también guionista)
- Auto Focus (2002)
- Dominion: Prequel to the Exorcist (2005)
- The Walker (2007) (también guionista)
- Adam Resurrected (2008)
- The Canyons (2013)
- Dying of the Light (2014) (también guionista)
- Dog Eat Dog (2016) (también coguionista)
- First Reformed (2017) (también guionista)
- The Card Counter (2021) (también guionista)
- Master Gardener (2022) (también guionista)[2]

### Como guionista
- The Yakuza (1975) ... dirigida por Sydney Pollack (con Leonard Schrader)
- Taxi Driver (1976) ... dirigida por Martin Scorsese
- Obsession (1976) ... dirigida por Brian De Palma
- Rolling Thunder (1977) ... dirigida por John Flynn
- Old Boyfriends (1979) ... dirigida por Joan Tewkesbury (con Leonard Schrader)
- Raging Bull (1980) ... dirigida por Martin Scorsese (con Mardik Martin)
- The Mosquito Coast (1986) ... dirigida por Peter Weir
- The Last Temptation of Christ (1988) ... dirigida por Martin Scorsese
- City Hall (1996) ... dirigida por Harold Becker (con Bo Goldman, Nicholas Pileggi y Ken Lipper)
- Bringing Out the Dead (1999) ... dirigida por Martin Scorsese

## Premios y nominaciones
Premios Óscar
| Año  | Categoría            | Película                      | Resultado |
| ---- | -------------------- | ----------------------------- | --------- |
| 2019 | Mejor guion original | First Reformed (El reverendo) | Nominado  |

Festival Internacional de Cine de Cannes
| Año  | Categoría                    | Película                              | Resultado |
| ---- | ---------------------------- | ------------------------------------- | --------- |
| 1985 | Mejor contribución artística | Mishima, una vida en cuatro capítulos | Ganador   |

- León de Oro honorífico del festival de cine de Venecia (2022)